# NK Trnje Trnovec
NK Trnje je nogometni klub iz mjesta Trnovec. U sezoni 2024./25. se natječe u Elitnoj ŽNL Varaždin.

## Povijest
Osnovan je 1. siječnja 1946. godine. 
Klub se trenutno sastoji od mlađih kategorija u Nogometnom centru Trnovec-Kućan-Šemovec te seniora i veterana.
U razdoblju 1990-ih i 2000-ih klub se povremeno natjecao u 3. HNL – Sjever, a svoje najbolje godine klub je provodio u 2. HNL/3. ligi Jugoslavije.

## Poznati igrači
U klubu su igrali Davor Vugrinec, Damir Mujanović, Goran Mujanović, Danijel Hrman, Stanko Lacko, Robert Težački, Dražen Domiter te bivši hrvatski mladi reprezentativci Roberto Punčec i Saša Dreven.

## Vanjske poveznice
- Profil, Facebook
- Profil, HNS Semafor